# Lycodichthys dearborni
Lycodichthys dearborni es una especie de pez de la familia de los Zoarcidae en el orden de los perciformes.

## Morfología
Los machos pueden llegar a alcanzar los 23 cm de longitud total.

## Hábitat
Es un pez de mar y de aguas profundas que vive entre 550- 588 m de profundidad.

## Distribución geográfica
Se encuentra en el Mar de Ross

## Observaciones
Es inofensivo para los humanos. 